# Sandiara
Sandiara ist eine Gemeinde (commune) im Département Mbour der Region Thiès, gelegen im zentralen Westen Senegals. Sie besteht aus dem namensgebenden Hauptort (chef-lieu) sowie weiteren Dörfern (villages) und Weilern (hameaux).

## Geographische Lage
Die Gemeinde Sandiara liegt im Hinterland der Petite-Côte. Ihr Hauptort liegt 19 Kilometer östlich der Départementspräfektur Mbour und 77 km südöstlich der Hauptstadt Dakar. Das Gemeindegebiet hat eine Fläche von 198,20 km². Benachbarte Kommunen sind im Uhrzeigersinn Tassette und Ndiaganiao im Norden, Séssène im Osten, Nguéniène im Süden und im Westen Malicounda und Sindia.

## Geschichte
Das Dorf Sandiara war seit 1972 Hauptort einer Landgemeinde (communauté rurale), die 2014 mit allen Landgemeinden Senegals den Status einer Gemeinde (commune) erhielt.

## Bevölkerung
Die letzten Volkszählungen ergaben jeweils folgende Einwohnerzahlen:
| Jahr | Einwohner |
| ---- | --------- |
| 2002 | 22.202    |
| 2013 | 28.430    |
| 2023 | 38.333    |

## Verkehr
Die Nationalstraße N 1 führt durch den Hauptort Sandiara. Sie verbindet die Gemeinde nach Nordwesten über Mbour, Saly Portudal und Diass mit Diamniadio, Rufisque und den anderen Großstädten der Metropolregion Dakar sowie nach Osten über Thiadiaye mit Fatick, Kaolack, Birkelane, Kaffrine, Malem Hodar, Koumpentoum und Tambacounda und mit der malischen Grenze bei Kidira. Parallel zur N1 wird die mautpflichtige Autoroute 1 durch das Gemeindegebiet geführt.